# Гоцуляк Віктор Володимирович
Віктор Володимирович Гоцуляк (нар. 18 серпня 1948, м. Дніпропетровськ) — український історик, доктор історичних наук (1999), професор (2001), професор кафедри археології та спеціальних галузей історичної науки Черкаського національного університету імені Богдана Хмельницького.

## Освіта, службова кар'єра, громадська діяльність
Трудову діяльність розпочав у 15-річному віці учнем модельного відділення фасонно-ливарного цеху Дніпропетровського металургійного заводу, а потім працював тут модельником 4-го розряду. Одночасно здобув середню освіту, закінчив школу робітничої молоді. Військову службу проходив у повітряно-десантних військах, здійснив понад 100 стрибків з парашутом. Має військове звання майор запасу.
Після дійсної військової служби навчався на історичному факультеті Днпіпропетровського державного (тепер національного) університету ім. О. Гончара, який закінчив у 1976 р. У 1975/1976 році посів друге і перше місце у Всесоюзному і республіканському конкурсах студентських наукових робіт. Навчаючись у аспірантурі вказаного університету, достроково підготував кандидарську дисертацію з проблем історіографії соціал-демократичної еміграції, яку захистив у березні 1980 р. У 1980—1981 рр. працював викладачем Дніпропетровського університету, пізніше інструктором і лектором-міжнародником у міськомі партії. З 1983 р. — у Черкасах: працював старшим викладачем Черкаського педагогічного інституту (1983—1984 рр.), лектором-міжнародником обкому партії (1984—1986), доцентом кафедри історії педінституту (згодом університету). У 1996—1998 рр. перебував на посаді провідного наукового співробітника з метою підготовки докторської дисертації на тему: «М. С. Грушевський і українська історична наука 1880-х рр. — початку ХХ ст.: історіографія проблеми», яку захистив у 1999 р. Від 2001 р. і дотепер працює професором кафедри археології та спеціальних галузей історичної науки Черкаського національного університету ім. Б. Хмельницького. Викладає студентам-історикам курси: «Музєєзнавство», «Історія суспільно-політичної думки», «Історія українського козацтва», «Історіографія історії України», «Українці у світі», «М. Грушевський і українська історична наука», для магістрів: «Методологія і організація наукових досліджень», «Сучасна українська історіографія», «Історіографія архівознавства». З усіх дисциплін викладання розробив авторські навчально-методичні комплекси.
Член Національної спілки краєзнавців України. Виконував обов'язки заступника голови
Черкаської обласної організації Всесоюзного комітету Захисту миру. Є членом Наукового товариства ім. Т. Шевченка, Наукового товариства істориків-аграрників. На громадських засадах виконує обов'язки директора музею історії Черкаського національного університету ім. Б.Хельницького, входить до складу Вченої ради університету.

## Наукові досягнення
Наукові інтереси Віктора Гоцуляка знаходяться у сферах історії історичної науки, історіографії, методології історичного пізнання, грушевськознавства, революційної еміграції з Росії й України, історії українців у світі, історичної персоналістики та музеєнавства. В коло інтересів входить також історіографія козацтва, українська історіографія 1880-х рр. — кінця ХІХ ст., усього ХХ ст, сучасна світова історіографія, історіографія Другої світової війни та ін. Значну увагу приділяє висвітленню постаті М. Грушевського та учнів його історичних шкіл у Львові та Києві, істориків Наукового товариства ім. Шевченка, сучасній історичній думці про М. П. Драгоманова тощо.
За результатами досліджень опублікував понад 200 праць, серед них кілька монографій, навчальні посібники та довідники. Є членом редакційних колегій фахових видань: «Вісник Черкаського університету. Серія Історичні науки», «Український селянин», «Гуржіївські історичні читання», збірників «Богданівські читання», «Symposium historiographicum Czercasiensium= Черкаський історіографічний симпозіум», «Матеріалів доповідей на засіданнях секцій і комісій Осередку НТШ у Черкасах», дописувачем багатьох наукових журналів, у тому числі: «Український Історик» «Український історичний журнал», «Політологічні читання», «Людина і світ» та багатьох інших. Друкувався в США, Канаді і Німеччині. Підготував до захисту 2-х кандидатів наук, керує роботою аспіранта і пошукача. Неодноразово виступав опонентом по захисту докторських і кандидатських дисертації. Окремо підготував більш як 50 відгуків на автореферати дисертацій, 40 рецензій на монографії, навчальні та навчально-наукові посібники. Учасник роботи понад 80 міжнародних, всеукраїнських і регіональних конференцій, наукових симпозіумів, «круглих столів» тощо.
Входить до складу спеціалізованої вченої ради при Черкаському національному університеті імені Б. Хмельницького із захисту кандидатських та докторських дисертацій, виконував обов'язки заступника голови цієї наукової структури.

## Нагороди
- Медаль «За війському доблесть»(1968)
- Значок «Відмінник народної освіти» (1991)
- Почесна грамота Черкаської облдержадміністрації (2008)
- Почесна грамота Черкаського національного університету імені Богдана Хмельницького (2008)
- Знак «Петро Могила» (2009),
- «Академічна відзнака»(2009)
- Почесна грамота Черкаського національного університету імені Богдана Хмельницького (2013)
- Почесна грамота Черкаської облдержадміністрації (2014)
- Грамота історичного факультету та Навчально-наукового інституту історії і філософії (1989, 1992, 2008, 2013, 2014, 2016)

## Основні праці

### Монографії, навчальні посібники
- Гортаючи сторінки… Думки про «Історію України-Руси» М.Грушевського і українську історіографію 80-х років ХІХ — початку ХХ ст. : до 130-річчя з дня народження Михайла Грушевського 1866—1943 рр. : монографія / В. В. Гоцуляк. — Черкаси: Сіяч, 1996. — 265 с.
- Історіографічна думка про М.Грушевського і українську історичну науку його доби: монографія / В. В. Гоцуляк. — Черкаси: Сіяч, 1996. — 181 с.
- Синові України (В. Б, Антоновичу) / В. В. Гоцуляк — Черкаси: Черкаси ЦНТІ, 1994. — 51 с.
- «Історія України-Руси» М.Грушевського: історіографія: навч. посіб. для студентів / В. В. Гоцуляк. — Черкаси: Сіяч, 1997. — 156 с.
- Історіографія історії України: навчальний посібник : 2-ге вид., допов / В. В. Гоцуляк. –. — Черкаси: Лідер-прінт, 2001. — 56 с.
- Всесвітня історія і історична наука, історія України, історіографія, архівознавство, музеєзнавство та бібліографія: темінологічний, понятійний словник-довідник / В. В. Гоцуляк. — Черкаси: видавець ФОП Горлієнко Є. І., 2015. — 723 с.
- Дипломна робота з історії: методологія та методика підготовки й оформлення: навчально-методичний посібник. / В. В. Гоцуляк — Черкаси: Лідер-прінт, 2013. — 216 с.
- Магістерська робота з історії, історіографії і архівознавства: методологія, методика підготовки та оформлення: навчально-методичний посібник / В. В. Гоцуляк. — Черкаси ; Лідер-прінт, 2014. — 308 с.
- Курсова робота з історії: методика підготовки й оформлення: навчально-методичний посібник : 4-тє вид., допов / В. В. Гоцуляк. — Черкаси: ФОП Нечитайло О. Ф., 2016. — 116 с.

### Вибрані статті
- До оцінки львівського періоду історичної школи М. Грушевського // Український Історик. Ювілейне видання / В. В. Гоцуляк. — Нью-Йорк; Торонто; К.; Л.; Мюнхен., 1996. — Ч. 1-4 (128—131). — С. 251– 60.
- Історіографічні аспекти історії національно-визвольної війни українського народу середини XVII ст. // Наукові записки з української історії Переяславського державного педагогічного університету / В. В. Гоцуляк. — Переяслав-Хмельницький, 2001. — Вип. 12. — С. 83–97.
- Історіографічні аспекти вивчення початкового етапу Другої світової і Великої Вітчизняної війн // Сторінки воєнної історії України: зб. наук. статей / В. В. Гоцуляк. — К., 2002. — Вип. 6. — С. 37–54.
- Новітні дослідження українського села 20-х рр. ХХ ст. у дзеркалі історіографії // Український селянин: зб. наук. праць / В. В. Гоцуляк. — Черкаси, 2008. — Вип. 11. — С. 73–79.
- Історичний розвиток і сучасний стан козакознавства // Гуржіївські історичні читання: зб. наук. праць / В. В. Гоцуляк. — Черкаси, 2009. — Вип. 2. — С. 91–98.
- Проблеми кризи сучасної історичної науки та шляхи її подолання // Вісник Черкаського університету. Серія Історичні науки: [зб. наук. ст.] / В. В. Гоцуляк. — Черкаси, 2011. — Вип. 21. — С. 11–18.
- Методологічні аспекти історії Української революції 1917—1921 рр. у сучасних історичних та історіографічних практиках // Збірник наукових праць «Новітні тенденції вивчення актуальних проблем революційної доби (1917—1921 рр.)». / В. В. Гоцуляк — Київ — Черкаси, 2012. — С. 27-36.
- Дослідження радянської моделі аграрної історії селянства в сучасній українській історіографії: методологічний аспект // Український селянин: зб. наук. праць / В. В. Гоцуляк. — Черкаси: Черкаський національний університет ім. Б.Хмельницького, 2013. — Вип. 13. — С. 17–23.
- М. С. Грушевський — видатний історик в український історичній науці: історіографічний аспект // Матеріали ІІІ Міжнародної науково-практичної конференції «Барська земля Поділля: європейська спадщина та перспективи розвитку» / В. В. Гоцуляк. — Київ-Бар, 2014. — С. 222—228.
- Сучасна історична думка про «народництво» і «державництво» М. Грушевського // Symposium historiographicum Czercasiensium=Черкаський історіографічний симпозіум. — (Присвячений 150-річчю від дня народження Михайла Грушевського). / В. В. Гоцуляк — Черкаси, 2016. — Т. 1. — С. 274—290.